# Almenar (kommun)
Almenar är en kommun i Spanien.   Den ligger i provinsen Província de Lleida och regionen Katalonien, i den nordöstra delen av landet, 400 km öster om huvudstaden Madrid. Antalet invånare är 3 653. Arean är 67 kvadratkilometer. Almenar gränsar till Albesa, Alfarràs, Algerri, Alguaire, Almacelles, El Campell / Alcampell och Albelda. 
Terrängen i Almenar är huvudsakligen platt, men åt nordost är den kuperad.